# Rhyacophila tsiudmarpo
Rhyacophila tsiudmarpo är en nattsländeart som beskrevs av Schmid 1970. Rhyacophila tsiudmarpo ingår i släktet Rhyacophila och familjen rovnattsländor. Inga underarter finns listade i Catalogue of Life.